# John Mark (athlète)
Pour les articles homonymes, voir John Mark.
John Mark (16 août 1925 – 8 décembre 1991) est un athlète britannique, principalement connu pour avoir allumé la flamme olympique lors des Jeux olympiques d'été de 1948 à Londres.

## Biographie
John Mark a étudié à l'internat de Cranleigh où il excellait en athlétisme, et a gagné une place pour étudier à l'université de Cambridge. À Cambridge, il était bon athlète et rugbyman mais il a raté son Bleu en raison d'une blessure. Il a été président de l'Athletic Club de l'Université de Cambridge.
En 1947, John Mark a terminé quatrième de l'association d'athlétisme amateur d'Angleterre en 440 mètres, et a gagné deux médailles d'argent en relais. Il a donc été sélectionné pour représenter le Royaume-Uni au 400 mètres à Paris.
Fin 1947, il était déjà sur la shortlist britannique pour la sélection du 400 mètres des prochains Jeux olympiques de Londres quand son « look olympien » lui a valu d'être choisi pour allumer la vasque olympique pour l'ouverture des Jeux. Ainsi, le 29 juillet 1948, il fut le dernier relayeur de la flamme olympique dans le stade de Wembley et a allumé la vasque spécialement conçue pour brûler lors de ces Jeux.
Après les Jeux olympiques, il a travaillé comme médecin généraliste dans un cabinet rural à Liss dans le Hampshire jusqu'à sa retraite. Il est mort d'un accident vasculaire cérébral.